# 1989 (szám)
Az 1989 (római számmal: MCMLXXXIX) az 1988 és 1990 között található természetes szám.

## A matematikában
A tízes számrendszerbeli 1989-es a kettes számrendszerben 11111000101, a nyolcas számrendszerben 3705, a tizenhatos számrendszerben 7C5 alakban írható fel.
Az 1989 páratlan szám, összetett szám. Kanonikus alakja 32 · 131 · 171, normálalakban az 1,989 · 103 szorzattal írható fel. Tizenkét osztója van a természetes számok halmazán, ezek növekvő sorrendben: 1, 3, 9, 13, 17, 39, 51, 117, 153, 221, 663 és 1989.
Az 1989 harmincegy szám valódiosztóösszeg-függvényeként áll elő, melyek közül a legkisebb a 4731.